# Emmy Rossum
Emmanuelle Grey „Emmy“ Rossum (* 12. září 1986 New York) je americká herečka.

## Vybraná filmografie
- The Crowded Room/Přeplněný pokoj (seriál 2023) – Candy
- Shameless/Hříšníci (seriál 2011–2021)[1] – Fiona Gallagherová
- Dragonball (2009) – Bulma
- Poseidon (2006) – Jennifer Ramseyová
- The Phantom of the Opera (2004) – Christine
- The Day After Tomorrow/Den poté (2004) – Laura Chapmanová
- Mystic River (2003) – Katie Markumová
- Nola (2003) – Nola
- Songcatcher (2000) – Deladis Slocumbová
- Příběh Audrey Hepburnové (2000)
- Snoops (1999) – Caroline Beelsová